# Frédéric Souterelle
Frédéric Souterelle, né le 3 juin 1972 à Reims, est un acteur, metteur en scène et directeur artistique français.

## Biographie
Frédéric Souterelle a suivi une formation d'art dramatique à l'École Florent et mène sa carrière au théâtre.
Il s'est dirigé ensuite vers l'écriture, la mise en scène, le cinéma, la télévision et le doublage,. Il est notamment la voix d'Euron Greyjoy (Pilou Asbæk) dans la série Games of Thrones, l'une des voix de Danny Glover, Johannes Haukur Johannesson, Dan Aykroyd, Drew Powell, etc.. Très présent au sein des jeux vidéo, il est devenu la voix française du personnage Kratos dans tous les jeux vidéo depuis 2013,. Il fera d'ailleurs une démonstration de voix humoristique sur le personnage lors de la cérémonie des Pégases 2022. En 2021, il devient aussi la voix du Troll Hébus dans la série audio tirée de la bande dessinée Lanfeust de Troy. Également actif dans l'animation, il prête notamment sa voix à de nombreux personnages tels qu'Isshin Kurosaki, Kenpachi Zaraki, Sōsuke Aizen, Shunsui Kyoraku et autres personnages dans la série Bleach et sa suite, Gavin dans le film L'Âge de Glace : Les Lois de l'Univers, Pri-Pri Prisonnier dans One Punch Man, Endeavor, Gran Torino et Vlad King dans My Hero Academia, entre autres.
Depuis 2005, il est membre de l'Académie des Molières.

## Théâtre

### Comédien
- 1995 : La Valse à gifles de Léon Karsenti
- 1995 : Le Petit-fils improbable de Frédéric Souterelle
- 1995 : Il n’y faut plus penser de Carmontelle, mis en scène par Élodie Cotin
- 1995 : La Manie de la villégiature de Carlo Goldoni, mis en scène par Fabienne Roux
- 1996 : La veuve qui n’aimait pas le mariage de Frédéric Souterelle
- 1996 : L'Amour d’à travers les murs de et mis en scène par Xavier Bouygues
- 1996 : Les Petites Comédies du vice d'Eugène Chavette, mis en scène par Sébastien Akehurst
- 1997 : Lautrec, le chahut des amours de et mis en scène par Xavier Bouygues
- 1998 : Au chat qui louche réalisé par Michel Sidoroff (feuilleton radiophonique)
- 1998 : Explication du proverbe de Carmontelle, travail collégial
- 1999 : Les Farces du Moyen Âge mis en scène Pascal Le Fur
- 2000 : La Mélodie macabre de Jean-Claude Grumberg, mis en scène par Edouard Naville
- 2001 : Jacob Jakobson d'Aaron Zeïtlin, mis en scène par Stephan Boublil
- 2001 : Un papillon dans le potage de et mis en scène par Florian Fauvernier
- 2002-2004 : Le Barbier de Séville de Beaumarchais, mis en scène par Sophie Lorotte
- 2004 : Le Bel indifférent mis en scène par Stéphanie De Luca
- 2004-2006 : Le Songe d'une nuit d'été de William Shakespeare, mis en scène par Sophie Lorotte
- 2008 : Le Poids de l'amour de Sébastien Fédéli, mis en scène par Nicolas Moïssakis
- 2008 : Le Distributeur de gifles automatique de et mis en scène par Nicolas Moïssakis
- 2009 : Ulysse, le retour écrit et mis en scène par Nicolas Moïssakis
- 2012-2013 : Eby et le Mangeur de contes de et mis en scène par Sarah Gabrielle
- 2012-2013 : Una Lettera inedita di G. Casanova conçu par Luca de Bernardi
- 2012-2013 : Pointes d’histoire de divers auteurs
- 2013 : participe à la commémoration de la première guerre mondiale dans la Marne en participant au festival de théâtre « Le jour de la nuit » à Louvois.
- 2015 : Zazie dans le métro de Raymond Queneau, adapté et mis en scène par Sarah Mesguich
- 2020 : Mon Isménie d'Eugène Labiche, mise en scène Daniel Mesguich, théâtre de Poche-Montparnasse

### Mise en scène
- 1995 : La Valse à gifles de Léon Karsenti
- 1995 : Le Petit-fils improbable de lui-même, avec Gilles Lellouche
- 1995 : Monsieur, vous en êtes un autre de divers auteurs
- 1996 : La veuve qui n'aimait pas le mariage de lui-même
- 1996 : Pfffuuiiiitt ! de divers auteurs
- 1997 : Zen Kouka de Caroline Gay et Rachida Khalil
- 1998 : Les Acteurs de bonne foi de Marivaux
- 1998 : L'Épreuve de Marivaux
- 1998 : Le Roi-Livre (assistant de Pascal Le Fur) de Guy Foissy et René de Obaldia
- 1999 : Les Tracas de la veuve de lui-même
- 1999 : Les classiques se lâchent de divers auteurs
- 1999 : Ailleurs de Pascal Le Fur et lui-même
- 2000-2004 : La Mort dans un bocal de lui-même
- 2006 : Victor Hugo à peu près raconté… de Victor Hugo
- 2006 : Skelly le Rutilant, texte de lui-même d'après le roman de D. Rimbault
- 2007 : Un chemin difficile de divers auteurs
- 2008 : Le Droit du Seigneur de Voltaire (pièce inédite)
- 2009 : Skelly le Rutilant
- 2010 : Les Jumeaux romantiques d'après « Les Nuits » d'Alfred de Musset, au théâtre Le Ranelagh
- 2012-2013 : Pointes d’histoire de divers auteurs
- 2014 : Irish Coffee de Vincent Delboy
- 2014 : Médecine d'Ours de Christophe Delessart (Paris, Avignon)
- 2014 : Histoires de Pointes de divers auteurs
- 2016 : Les 15 ans d'Innocence en danger, avec Gabrielle Lazure, Yannick Soulier, Cristina Córdula, Sarah Doraghi, Angelina Wismes, Théâtre des Variétés
- 2018 : Les Mots pour le dire, texte de Jade Lanza d'après le roman de Marie Cardinal, Théâtre l'Archipel, Paris

### Auteur
- 1995 : Le Petit-fils improbable
- date inconnue : Un goéland prénommé Jonathan d'après Jonathan Livingston Le Goéland de Richard Bach
- 1996 : La veuve qui n’aimait pas le mariage
- 1999 : Les Tracas de la veuve
- 1999 : Le Mystère du brigadier
- 2000 : La Mort dans un bocal
- 2006 : Skelly le Rutilant (paru aux Éditions Les Cygnes)

## Filmographie

### Cinéma

#### Longs métrages
- 2001 : Vitriol ou la pierre de l'œuvre de Dominique Defert
- 2003 : Un parpaing de trop de Sylvain Talvat
- 2003 : Delirium fanstasm d'Alexandre Poulichot
- 2003 : Mieux vaut être sourd d'Amélie Marchier
- 2006 : Little Cars de Cristiano Valente et Chris Juddy : Marius
- 2007 : Noël décalé de Guillaume Lassalle (diffusées sur MCM)
- 2007 : Ratatoing de Michelle Gabriel : rival de Marcel Toing
- 2008 : Zéro d'Abdeslam Chekkouri
- 2008 : Entretien dernière embauche de Michael Rodrigues
- 2009 : Attention ! Très fragile de Nicolas Moïssakis
- 2010 : Le Connard derrière la porte de Sammy Tichadou
- 2010 : Sel Control d'Adrien Latapie
- 2011 : Lécher la chair de Dan Caroll
- 2012 : Dead Hunt d'Erik Blanc
- 2013 : La Marche de Nabil Ben Yadir : journaliste
- 2013 : In the Middle of Wood III d'Erik Blanc

#### Courts métrages
- 2005 : Pantin de Guillaume Fradin : l'homme barbu
- 2006 : Même les pigeons vont au paradis de Samuel Tourneux (court métrage d'animation - voix)
- 2006 : Love Street de Raphaël Girault
- 2007 : Peter Falk, jouer est amusant de Raphaël Girault (court métrage documentaire - voix off)
- 2007 : Subterfuges de Yves Brodsky : Franck
- 2011 : Grandir de Yohan Riba Martinez : Jean Marcos (voix)
- 2019 : Modern Love de Maxence Dassonville: Le père
- 2021 : The House of Gaunt[8] de Joris Faucon Grimaud : Bob Ogden
- 2025 : Phantom Manor: The Bride's Song[9] de Johan Souply

### Télévision

#### Séries télévisées
- 2013 : Michel Rodvolve, un espion so french de Romain Durand-Régnier
- 2019 : Les Kassos : le narrateur d'Aspégix et Grodébilix

### Comme scénariste
- L'Entretien (court métrage)
- La Perle au fond du clapier (court métrage, en collaboration avec D. Tessandier)
- Un enfant dans ma tête (court métrage)
- Coup de sang froid (court métrage, en collaboration avec R. de Vellis)
- J'ai un truc pour toi de J-B. Bonzom (court métrage)

### Web-series
- 2025 : LinksTheSun - Le Pire Éditeur au Monde (Les Misérables) : Victor Hugo[10]

## Doublage
Note : Les dates en italique correspondent aux sorties initiales des films dont Frédéric Souterelle a assuré le redoublage ou le doublage tardif.

### Cinéma

#### Films
- Jóhannes Haukur Jóhannesson dans (5 films) :
  - L'Art du mensonge (2019) : Vlad
  - Bloodshot (2020) : Nick Baris
  - Infinite (2021) : Kovic
  - Zone 414 (en) (2021) : M. Russell
  - Captain America: Brave New World (2025) : Davis Lawfers / Copperhead
- Danny Glover[3] dans :
  - The Last Days (2011) : Gabriel Petere[n 1]
  - Diablo (en) (2015) : Benjamin Carver
  - Come Sunday (2018) : Quincy Pearson[n 2]
  - Death Race: Anarchy (2018) : Baltimore Bob[n 2]
- Song Kang-ho[3] dans :
  - Antarctic Journal (2007) : Choi Do-hyung
  - The Secret Reunion (2010) : Lee Han-gyu
  - Hindsight (2011) : Doo-Hun
- Abel Folk dans :
  - À travers ma fenêtre (2022) : Juan Hidalgo
  - À travers ma fenêtre 2 : L'Amour pour horizon (2023) : Juan Hidalgo
  - À travers ma fenêtre 3 : Les yeux dans les yeux (2024) : Juan Hidalgo
- George « Slaine » Carroll dans :
  - Ida Red (en) (2021) : Bodie Collier
  - Little Dixie (de) (2023) : William Autry
  - Joker : Folie à deux (2024) : un garde d'Arkham
- Riki Takeuchi[3] dans :
  - Tokyo Girl Cop (2006) : Kazutoshi Kira
  - LoveDeath (2006) : le mentor
- Brandon Auret (en) dans :
  - Chappie (2015) : Hippo
  - Rogue (2020) : Elijah Dekker
- Ray Winstone dans :
  - Sex Addiction (2015) : Nigel Coaker
  - La Demoiselle et le Dragon (2024) : Lord Bayford
- Khaled « DJ Khaled » Ben Abdel Khaled dans :
  - Bad Boys for Life (2020) : Manny « le boucher »
  - Bad Boys: Ride or Die (2024) : Manny « le boucher »
- Adrian Martinez dans :
  - The Guilty (2021) : Manny
  - Unfrosted : L'Épopée de la Pop-Tart (2024) : Tom Carvel
- 1999 : Onegin : le prince Nikitin (Martin Donovan)
- 2001 : Le Retour de Merlin : le roi Arthur (Patrick Bergin)
- 2001 : Ma femme est un gangster : Kang Su-il (Sang-Myeong Park[n 3])
- 2002 : Alive : Kojima (Jun Kunimura)
- 2003 : A Good Night to Die : Avi (Reg E. Cathey)
- 2003 : Monster : l'avocat (Stephan Jones)
- 2004 : La Nuit des loosers vivants : Herr Fleischhacker (Henry Gründler)
- 2004 : Space Movie : La Menace fantoche : Jens Maul / Schrotty (Rick Kavanian)
- 2004 : Rapid Fear : l'inspecteur Tremaine (Steven Grives)
- 2004 : Love Battlefield : Yui (Eason Chan)
- 2005 : Gingerdead Man : Millard Findlemeyer (Gary Busey)
- 2005 : The King Maker : Philippe (John Rhys-Davies)
- 2005 : Le Sang des Vikings : Thorsson (Greg Melvill-Smith[n 4])
- 2005 : Mauvaises Influences : Pedro (Jorge Garcia)
- 2005 : La Malédiction de Lola : Zhen (Francis Ng)
- 2006 : Kiltro : Max Kalba (Miguel Angel De Luca)
- 2006 : Delivery : Montgomery Goth (Matthew Nelson[n 4],[11])
- 2006 : Bottoms Up (en) : Pip Wingo (Phil Morris)
- 2006 : Special : le sergent (Michael Shamus Wiles)
- 2007 : Small Town Folk : Pooch (Jon Nicholas)
- 2007 : Spiral (en) : Will (David Muller[n 5],[12])
- 2008 : Petites Diablesses : l'inspecteur Stras (Tom Green)
- 2009 : Dark Evil : Sylvian (Tony Todd)
- 2009 : Yatterman, le film live : Tonzuraa (Kendô Kobayashi)
- 2010 : Zebraman 2: Attack on Zebra City : ? (Gadarukanaru Taka)
- 2010 : House Trap : Jack Wilson (Simon Dutton[n 1])
- 2011 : Monster Brawl : Sid Tucker (Art Hindle (en))
- 2011 : Without Men : Campo Elias (Guillermo Diaz)
- 2011 : Run or Die : le lieutenant Nick Sullivan (Michael Madsen)
- 2011 : Vampire University : Tom Slansky (Matt Mattson[n 1],[n 6])
- 2012 : Extracted : Richard (Nick Jameson)
- 2012 : The Baytown Outlaws : Padre (Julio Oscar Mechoso) et l'agent spécial Simmons (James DuMont)
- 2013 : Drift : Ron (David Meadows)
- 2013 : Punishment : Jared (Chris Ready)
- 2013 : Pawn : l'homme en costume (Ray Liotta[3],[n 7])
- 2013 : Sanitarium : Gustav (John Glover)
- 2014 : The Signal : James (Robert Longstreet[n 8])
- 2014 : Top Five : Jazzy Dee (Cedric the Entertainer)
- 2014 : Transformers : L'Âge de l'extinction : voix additionnelles
- 2015 : La Peau de Bax : Bolek (Pierre Bokma)
- 2015 : Le Roi Scorpion 4 : La Quête du pouvoir : Boris (Brandon Hardesty)
- 2015 : Green Room : Big Justin (Eric Edelstein)
- 2016 : 13 Hours : Mark « Oz » Geist (Max Martini)
- 2016 : Ninja Turtles 2 : Krang (Brad Garrett)
- 2016 : Les Sept Mercenaires : le barman / Powder Dan (Chad Randall)
- 2016 : SOS Fantômes : Cabbie (Dan Aykroyd)
- 2016 : Railroad Tigers : Erpang (Liu Hailong)
- 2017 : The Lost City of Z : James Murray (Angus Macfadyen)
- 2017 : Les Gardiens de la Galaxie Vol. 2 : Taserface (en) (Chris Sullivan)
- 2017 : Sandy Wexler : voix additionnelles
- 2017 : Pirates des Caraïbes : La Vengeance de Salazar : un capitaine pirate (Andreas Sobik)
- 2017 : Bright : Montehugh (Happy Anderson)
- 2017 : Geostorm : Lammy (Corey Mendell Parker)
- 2017 : The Captain : L'Usurpateur : Schütte (Bernd Hölscher)
- 2017 : Norman : Ron Maor (Doval'e Glickman)
- 2017 : All the Devil's Men : Collins (Milo Gibson (en))
- 2018 : Step Sisters : Langston Bishop (L. Warren Young)
- 2018 : Mute : Akim (Andrzej Blumenfeld)
- 2018 : The Week Of : voix additionnelles
- 2018 : Solo: A Star Wars Story : Aemon Gremm, un stormtrooper, voix additionnelles
- 2018 : Jurassic World: Fallen Kingdom : le membre du Congrès Sherwood (Peter Jason)
- 2018 : Bumblebee : Blitzwing (David Sobolov) (voix)
- 2018 : Operation Finale : Ephraim Ilani (Ohad Knoller)
- 2018 : Tag : Une règle, zéro limite : Lou Seibert (Steve Berg)
- 2018 : The Front Runner : Bob Martindale (Kevin Pollak)
- 2018 : Au pays des habitudes : Donny O'Connell (Bill Camp)
- 2018 : Nightmare Cinema : le projectionniste (Mickey Rourke)
- 2018 : L'Exorcisme de Hannah Grace : Randy (Nick Thune)
- 2018 : Kill Ben Lyk : Rugby Ben Lyk (Charlie Rawes)
- 2019 : Alita: Battle Angel : Grewishka (Jackie Earle Haley)
- 2019 : Séduis-moi si tu peux ! : Fred Flarsky (Seth Rogen)
- 2019 : Men in Black: International : Lucas (Spencer Wilding)
- 2019 : Dolemite Is My Name : Ben Taylor (Craig Robinson)
- 2019 : Brexit: The Uncivil War : Arron Banks (Lee Boardman) (version Dubbing Brothers)
- 2020 : The Gentlemen : Roger (Gershwyn Eustache Jnr)
- 2020 : Coffee & Kareem : le capitaine Hill (David Alan Grier)
- 2020 : Peninsula : ? (?)
- 2021 : Froid mortel : Miguel (Karra Elejalde)
- 2021 : Cherry : ? (?)
- 2021 : Awake : ? (?)
- 2021 : Un homme en colère : Mike (Darrell D'Silva)
- 2021 : Personne ne sort d'ici vivant : Beto (David Barrera)
- 2021 : Le Dernier Duel : Robert de Thibouville (Nathaniel Parker)
- 2021 : Clifford : Raul (Horatio Sanz (en))
- 2021 : After Yang : Russ (Ritchie Coster)
- 2021 : Resident Evil : Bienvenue à Raccoon City : le conducteur du camion (Pat Thornton)
- 2022 : Le Samaritain : Farshad (Jared Odrick)
- 2022 : Argentine, 1985 : ? (?)
- 2022 : Butcher's Crossing : Fred Schneider (Jeremy Bobb)
- 2023 : Transformers: Rise of the Beasts : Unicron (Colman Domingo) (voix)
- 2023 : Beau Is Afraid : Dr Jeremy Friel (Stephen McKinley Henderson)
- 2023 : Blue Beetle : Conrad Carapax (Raoul Trujillo)
- 2023 : Saw X : Parker Sears (Steven Brand)
- 2023 : Un contre un : Luqman (Hesham Alhosawi)
- 2023 : L'Intime Conviction d'Elena : Avalleneda (Horacio Camandule)
- 2023 : Aquaman et le Royaume perdu : le roi Kordax (Pilou Asbæk)
- 2023 : Tom Brady à tout prix (en) : Guy Fieri (Guy Fieri (en))
- 2024 : Reposer en paix (es) : Gordo (Raúl Daumas)
- 2024 : Unfrosted : L'Épopée de la Pop-Tart : Tom Terranova (Patrick Warburton)
- 2024 : Deadpool et Wolverine : Victor Creed / Dents-de-sabre (Tyler Mane)
- 2024 : Space Cadet (en) : le client ivre (Drew Powell)
- 2024 : The Instigators : le maire Miccelli (Ron Perlman)
- 2024 : Dear Santa : Satan Claus (Jack Black)
- 2025 : Un parfait inconnu : Alan Lomax (Norbert Leo Butz)
- 2025 : The Alto Knights : Joseph « Joe » Barbara (en) (John Dinello)

#### Films d'animation
- 2000[n 9] : One Piece, le film : El Drago
- 2001[n 9] : One Piece : L'Aventure de l'île de l'horloge : Bear King
- 2003[n 10] : Pokémon : Jirachi, le génie des vœux : le narrateur et Pogey le vendeur
- 2004[n 9] : One Piece : La Malédiction de l'épée sacrée : Bismarck
- 2006[n 11] : Hokuto no Ken 1 : L'Ère de Raoh : Kenshiro
- 2006[n 12] : Bleach: Memories of Nobody : Isshin Kurosaki, Shunsui Kyôraku, Kenpachi Zaraki + Chad[n 13] (voix de remplacement)
- 2007[n 4] : Hokuto no Ken : La Légende de Julia : Kenshiro
- 2007[n 14] : Bleach: The Diamond Dust Rebellion : Shunsui Kyôraku, Kenpachi Zaraki, Isshin Kurosaki + Hyōrinmaru (Esprit Zanpakutō[n 15]) et Sajin Komamura[n 16] (voix de remplacement)
- 2007[n 17] : Superman : Le Crépuscule d'un dieu : voix additionnelles
- 2007[n 14] : Hokuto no Ken 2 : L'Héritier du Hokuto : Kenshiro
- 2008[n 14] : Hokuto no Ken : La Légende de Toki : Kenshiro
- 2008[n 14] : Hokuto no Ken 3 : La Légende de Kenshiro : Kenshiro
- 2008[n 18] : Bleach: Fade to Black : Kenpachi Zaraki, Shunsui Kyôraku et Zabimaru (version singe)
- 2009[n 19] : Evangelion: 2.0 You Can (Not) Advance : voix additionnelles
- 2010[n 20] : Bleach: Hell Verse : Isshin Kurosaki et Garogai
- 2012 : Fairy Tail, le film : La Prêtresse du Phénix : Cannon
- 2012[n 19] : Evangelion: 3.0 You Can (Not) Redo : ?
- 2013 : La Reine des neiges : l'homme sur le port, le villageois se disputant avec un autre villageois, un troll « rocher » et autres voix additionnelles
- 2014 : M. Peabody et Sherman : Les Voyages dans le temps : Agamemnon[n 21]
- 2014[n 22] : Yo-kai Watch : Le Film : Darknyan, Robonyan, Coach Antonik, Bushidos
- 2015 : Les Nouveaux Héros : Yama et le général
- 2015 : Vice-versa : l'homme nuage
- 2015 : Albert : Léopoldus
- 2016 : L'Âge de Glace : Les Lois de l'Univers : Gavin[n 23]
- 2016 : Batman: The Killing Joke : Maroni
- 2016 : Ballerina : Auguste Emmanuel Vaucorbeil
- 2016 : Gris, le (pas si) grand méchant loup : Fury
- 2016 : Tous en scène : Big Daddy[n 24]
- 2017 : Sahara : voix additionnelles
- 2017 : Bad Cat : Shero
- 2017 : Coco : Tio Berto et un agent de sécurité
- 2017 : Bigfoot Junior : Wilbur
- 2017 : Mazinger Z Infinity : Gennosuke Yumi
- 2018 : Suicide Squad: Hell to Pay : Digger Harkness / Captain Boomerang
- 2018 : Lego DC Super Heroes: Aquaman : Atrocitus
- 2018 : Destination Pékin ! : Banzou (version Netflix)
- 2019 : Nicky Larson Private Eyes : le chef des hommes armées
- 2019 : Plume, la basse-cour a un incroyable talent : ?
- 2019[n 25] : Pauvre Toutou ! : voix additionnelles
- 2019[n 26] : Code Geass: Lelouch of the Re;surrection : Charles Zi Briannia
- 2020 : Justice League Dark: Apokolips War : Digger Harkness / Captain Boomerang
- 2020 : Yakari : La Grande Aventure : Œil-de-bouillon, la Chouette et le deuxième sioux (création de voix)
- 2020 : Bigfoot Family : Wilbur
- 2020 : Soul : voix additionnelles
- 2020[n 27] : Made in Abyss : L'Aurore de l'âme des profondeurs : Habo
- 2021 : New Gods: Nezha Reborn : Donghai Yaksa
- 2021 : America, le film : Samuel Adams[n 28]
- 2021 : Teen Titans Go! découvrent Space Jam! : Bang
- 2021 : Tous en scène 2 : Big Daddy, le père de Johnny
- 2021 : My Hero Academia: World Heroes' Mission : Enji Todoroki / Endeavor
- 2021 : Jujutsu Kaisen 0 : Masamichi Yaga
- 2022 : Batman and Superman: Battle of the Super Sons : Jor-El
- 2023 : Black Clover : L'Épée de l'empereur-mage (en) : Yami
- 2023 : Justice League: Warworld : Deimos
- 2024 : Baki Hanma vs Kengan Ashura : Yūjirō Hanma et Doppo Orochi
- 2024 : My Hero Academia: You're Next : Enji Todoroki / Endeavor

### Télévision

#### Téléfilms
- Alain Goulem dans :
  - Dans l'engrenage de l'amour (2014) : Miles Banner
  - La Fille cachée (2017) : l'inspecteur Mills
- 2010 : Le Noël de Heartland : Will Vernon (Nicholas Campbell)
- 2015 : Le Renne des neiges : Randy (K. Trevor Wilson)
- 2016 : Coup de foudre sur commande : Arnie Michaels (Peter Graham-Gaudreau)
- 2016 : L'Héritage de Noël : Sam (Dee Jay Jackson)
- 2017 : Dans l'ombre de mon jumeau : Dr Rubin (Mark Lindsay Chapman)
- 2018 : Une soirée avec Beverly Luff : Rodney Von Donkensteiger (Matt Berry)
- 2018 : Romance Old School pour maman cool : Edward Seton (Philip Akin)
- 2018 : Mon bébé, kidnappé par son père : Bouncer (Marcus LaVoi)
- 2018 : Une bague sous le sapin : Charlie Parcell (Carlos Joe Costa)
- 2018 : Éruption L.A : Serge (Matthew Willig)
- 2018 : Couronne mortelle pour la reine de la promo : le principal Lewis (Alphaeus Green Jr.)
- 2019 : Kevin Hart's Guide to Black History (en) : le capitaine William Postell (Jeff Bowser) et le coursier (James Kirkland)
- 2019 : La Vie secrète de mon mari : Mike Wall (Tony Vaughn)
- 2020 : Escapade royale à Noël : Ed Jordan (Tom McGowan)
- 2021 : Noël entre sœurs : M. Cain Weller (J. W. Hutson)
- 2023 : La Reine des manipulatrices : le principal Ward (Gregory M. Mitchell)

#### Séries télévisées
- Drew Powell dans (8 séries) :
  - Leverage (2009 / 2011) : Jack Hurley (saison 1, épisode 10 et saison 4, épisode 14)
  - Mentalist (2013-2014) : l'agent du FBI Reede Smith (6 épisodes)
  - Aquarius (2015) : Tolson (saison 1, épisode 5)
  - Chicago Police Department (2019) : Chris Boyd (saison 6, épisode 22)
  - 9-1-1 (2019) : David Cohen (saison 2, épisode 14)
  - Lucifer (2021) : Dale McVey (saison 5, épisode 10)
  - The Rookie : Le Flic de Los Angeles (2023) : Eric « knuckles » Mills (saison 5, épisode 13)
  - Tracker (2025) : Joe Marsh (saison 2, épisode 20)
- Jóhannes Haukur Jóhannesson dans :
  - The Innocents (2018) : Steinar (8 épisodes)
  - Vikings: Valhalla (2022-2023) : Olaf « le Saint » Haraldsson (15 épisodes)
  - Those About to Die (2024) : Viggo (10 épisodes)
- Steven W. Bailey (en) dans :
  - Scandal (2012-2014) : Noah Elliot (5 épisodes)
  - You (2019) : Jasper Krenn (saison 2, épisode 2)
- Andrew Dice Clay (en) dans :
  - Dice (2016-2017) : Andrew Dice Clay (13 épisodes)
  - Pam and Tommy (2022) : Louis « Butchie » Peraino (mini-série)
- Charles Halford (en) dans :
  - Blindspot (2017) : Abel Marx (saison 2, épisode 12)
  - The Walking Dead (2017) : Yago (saison 8, épisodes 4 et 5)
- Abraham Benrubi dans :
  - APB : Alerte d'urgence (2017) : Pete McCann (11 épisodes)
  - Chicago Fire (2019) : Russ LaPointe (saison 7, épisode 21)
- Dan Martin (en) dans :
  - S.W.A.T. (2017) : Dell (saison 1, épisode 1)
  - The Resident (2019) : Floyd Washington (saison 2, épisode 11)
- Happy Anderson dans :
  - Blacklist (2017-2018) : Bobby Navarro (saison 5)
  - The Tick (2019) : Donny Donnelly (saison 2)
- Kevin Daniels dans :
  - Atypical (2017-2021) : le coach Briggs (8 épisodes)
  - New Amsterdam (2019) : le marquis Cannon (saison 2, épisode 4)
- Marcus LaVoi dans :
  - Chambers (2019) : Frank Yazzie (10 épisodes)
  - For Life (2020-2021) : Nathan Goodleaf (6 épisodes)
- Cameron Britton dans :
  - Umbrella Academy (2019-2020) : Hazel (11 épisodes)
  - Manhunt (2020) : Richard Jewell (saison 2)
- Ólafur Darri Ólafsson dans :
  - The Tourist (depuis 2022) : Billy Nixon (doublage Prime Video)
  - Somebody Somewhere (2024) : Víglundur « Iceland » Hjartarson (saison 3)
- 2006-2008 : Brotherhood : le député Paul Carvalho (Damien Di Paola) (7 épisodes)
- 2009-2010 : Bienvenue à Larkroad : Torben Dahl (Søren Spanning (da)) (21 épisodes)
- 2009 : Insoupçonnable : Barry Southwood (John Savident (en)) (saison 1, épisode 1)
- 2010 : US Marshals : Protection de témoins : l'ambulancier no 1 [Qui ?] [Quand ?]
- 2010 : The Bridge : Yuri Babchenko (Lubomir Mykytiuk (en)) (3 épisodes)
- 2012 : Grimm : l'officier forestier (Burl Ross) (saison 1, épisode 1) et l'homme agressif (J. J. Morris) (saison 1, épisode 2)
- 2012 : Mentalist : Peter Upchurch (Alex Hyde-White) (saison 4, épisode 5) et Oscar (Joseph Lyle Taylor) (saison 4, épisode 24)
- 2012 : Parade's End : le général Campion (Roger Allam) (mini-série)
- 2013 : Breaking Bad : Frankie (Patrick Sane) (saison 5, épisode 8)
- 2013 : Leverage : Octavio Escobar (Roberto 'Sanz' Sanchez) (saison 4, épisode 13)
- 2013 : Burn Notice : l'officier (Anthony Peyton) (saison 6, épisode 4), l'officier maître chien (Philip Hoelcher) et l'un des hommes de mains d'Hartley (Jesse St. Louis) (saison 6, épisode 6)
- 2013-2014 : Once Upon a Time in Wonderland : la chenille (Iggy Pop) (voix, 5 épisodes)
- 2014 : The Missing : Ian Garrett (Ken Stott) (saison 1)
- 2014-2017 : Teen Wolf : le Nogitsune / Brunski (Aaron Hendry) (10 épisodes)
- 2015 : Flash : Albert « Al » Rothstein / Atom Smasher (Adam Copeland) (saison 2, épisode 1)
- 2015-2016 : Blunt Talk : Gershawn (Erik Griffin (en)) (7 épisodes)
- 2015-2021 : Supergirl : le présentateur des informations (Jay Jackson) (8 épisodes) et Al Crane (Keith Dallas) (10 épisodes)
- 2016 : Colony : Beau (Carl Weathers) (saison 1)
- 2016 : The Middle : le coach (Matthew Downs) (saison 8, épisode 2)
- 2016 : Harry Bosch : Billy (Michael Yebba) (saison 2)
- 2016 : Les Initiés : Preben (Henning Valin Jakobsen (da)) (saison 1)
- 2016 : Shameless : Yanis Papadiamantopoulos (Will Sasso) (saison 6)
- 2016 : Undercover (en) : Peter Mackie (Ian Peck) (mini-série)
- 2016 : Quarry : Black Buick (Tim Bell) (épisode 4)
- 2016 : Fleabag : le docteur (Christopher Colquhoun (en)) (saison 1, épisode 5)
- 2016-2017 : New Girl : le sergent Clarke (Robert Craighead) (3 épisodes)
- 2016-2017 : Designated Survivor : Jason Atwood (Malik Yoba) (17 épisodes)
- 2016-2019 : Game of Thrones : Euron Greyjoy (Pilou Asbæk) (6 épisodes)
- 2016-2019 : Empire : Shyne Johnson (Alvin « Xzibit » Joiner) (38 épisodes)
- 2017 : Sneaky Pete : Brendon Boyd (Brad William Henke) (saison 1)
- 2017 : Bad Blood : Gio (Tony Nappo (en)) (saison 1)
- 2017 : Valor : le sergent-commandant Dixon (Kenneth Israel) (3 épisodes)
- 2017 : Loch Ness (en) : Iain Sutherland (Ron Donachie) (mini-série)
- 2017 : The Good Fight : Jax Rindell (Tom McGowan) (saison 1)
- 2017-2018 : Ozark : Ash (Michael Tourek) (6 épisodes)
- 2017-2023 : Workin' Moms : Wayne Hoffman (Dan Aykroyd) (5 épisodes) et Mel Boyd (Dayo Ade) (8 épisodes)
- 2018 : La Cathédrale de la mer : le roi Pierre IV d'Aragon (Tacho González) (épisodes 3 à 6)
- 2018 : Fear the Walking Dead : Clayton (Stephen Henderson) (saison 4, épisode 13)
- 2018 : Barons de la drogue : le narrateur (voix)
- 2018 : Ray Donovan : Big Easy (Jacob Ming-Trent) (saison 6)
- 2018 : The Outpost : le marshal Higgs (Jake Suazo) (saison 1)
- 2018 : Mr Inbetween : Bernie (Alan Flower) (saison 1, épisode 6)
- 2018-2020 : Homeland : Yevgeny Gromov (Costa Ronin) (17 épisodes)
- 2019 : Le Maître du Haut Château : Equiano Hampton (David Harewood) (saison 4, épisodes 2 et 5)
- 2019 : His Dark Materials : À la croisée des mondes : Iofur Raknison (Joi Johannsson) (voix - saison 1, épisodes 4 et 7)
- 2019 : Unbelievable : l'agent spécial Billy Taggart (Scott Lawrence (en)) (5 épisodes)
- 2019 : Les Enquêtes de Morse : George McGyffin (Ian Burfield (en)) (saison 6, épisode 4)
- 2019 : Marvel : Les Agents du SHIELD : Jaco (Winston James Francis) (saison 6)
- 2019 : Miracle Workers : LaRon Ron St. Claire (Mike Dunston) (saison 1)
- 2019 : Berlin Station : Yuri (Tsogbaatar Batsorig) (saison 3, épisodes 6 à 8)
- 2019 : Snowfall : l'inspecteur McKay (Larry Clarke) (saison 3, épisode 5)
- depuis 2019 : Virgin River : Charlie (Patrick Keatting) (12 épisodes - en cours) et Bert Gordon (Trevor Lerner) (21 épisodes - en cours)
- 2020 : L'Essor de l'Empire ottoman : Mourad II (Tolga Tekin (en)) (2 épisodes)
- 2020 : Le Nouveau Muppet Show (en) : lui-même (Seth Rogen)
- 2020 : Fargo : Dr Sénateur (Glynn Turman) (saison 4)
- 2020 : Sneaker Addicts (en) : Perfect Pair (Kenny « K-Dope » Gonzalez) (épisodes 2 et 6)
- 2020 : Professionals (en) : ? ( ? )
- 2020-2022 : S.W.A.T. : Terry Luca (Ryan Hurst) (4 épisodes)
- 2020-2022 : Stargirl : Ted Grant / Wildcat (Brian Stapf (lb)) (5 épisodes) et Steven Sharp / The Gambler (en) (Eric Goins) (14 épisodes)
- 2020-2022 : Big Sky : le shérif Walter Tubb (Patrick Gallagher) (21 épisodes)
- 2021 : Loki : Hunter U-92 (Derek Russo)
- 2021 : Moi, Christiane F. : ? ( ? ) (mini-série)
- 2021-2022 : New York, crime organisé : Preston Webb (Mykelti Williamson) (saison 2)
- 2021-2023 : The Nevers : Declan Orrun / le roi des mendiants (Nick Frost) (8 épisodes)
- depuis 2021 : Mayor of Kingstown : Stevie (Derek Webster)
- depuis 2021 : Superman et Loïs : le maire George Dean (Eric Keenleyside)
- 2022 : Archive 81 : ? ( ? )
- 2022 : Le Livre de Boba Fett : un conseiller [Qui ?]
- 2022 : Moon Knight : Dieu Égyptien Khonshu (F. Murray Abraham) (mini-série, voix)
- 2022 : Clark : ? ( ? ) (mini-série)
- 2022 : Stranger Things : le lieutenant-colonel Jack Sullivan (Sherman Augustus) (saison 4)
- 2022 : Bang Bang Baby : ? ( ? )
- 2022 : Mes parrains sont magiques : Encore + magiques : le narrateur [Qui ?] (voix) et le maire (Chris Butler)
- 2022 : Andor : Dewi Pamular (Matt Lyons) (voix)
- 2022 : The First Lady : Theodore Roosevelt (Jeremy Bobb) (mini-série)
- 2022 : Hot Skull : Anton Kadir Tarakçı (Şevket Çoruh (tr)) (mini-série)
- 2022 : The Righteous Gemstones : Makawon Butterfield (Victor Williams) (saison 2, épisode 1)
- 2022 : L'Écume de la guerre (no) : ? ( ? ) (mini-série)
- 2022 : Trigger Point (en) : le commandant Bregman (Ralph Ineson) (saison 1)
- depuis 2022 : The Gilded Age : M. Baudin (Douglas Sills (en))
- depuis 2022 : Le Seigneur des anneaux : Les Anneaux de pouvoir : Tamar (Jason Hood)
- 2023 : Star Trek: Picard : William T. Riker (Jonathan Frakes) (2e voix, saison 3)
- 2024 : House of Ninjas : Zensuke Omi (Pierre Taki (en))
- 2024 : Fallout : ? ( ? )

#### Séries d'animation
- 1990[n 29] : Super Mario Bros. 3 : Bowser, Ludwig et le narrateur du générique
- 1991 : Super Mario World : Bowser, Ludwig, les Magikoopa[n 29]
- 2001 : Angelic Layer : Ogata et Tomo
- 2003 : L'Ours Benjamin : Bill, le papa de Cécilia / voix additionnelles
- 2004-2008 : Atomic Betty : X-5, Amiral DeGitt et Maximus Q.I.
- 2004-2012[n 30] : Bleach : Isshin Kurosaki, Kenpachi Zaraki, Sōsuke Aizen, Shunsui Kyoraku, Gō Koga, Sawatari, Ugaki, Gyōkaku Kumoi, Marechiyo Ōmaeda et le narrateur
- 2005-2008 : Robotboy : Constantin
- 2005 : He Is My Master : Pochi
- 2006 : Bobobo-bo Bo-bobo : Bobobo-bo Bo-bobo
- 2006-2007 : Code Geass : Charles Di Britannia
- 2006 : Beck : Ken'ichi Saito
- 2007 : Devil May Cry : Mike Hagel et Cid
- 2008 : Zap Collège : M. Godard / « Tarzan » le prof de sport / Thierry
- 2009 : La Légende de Raoh : Kenshiro
- 2009-2019 : Fairy Tail : Jilkonis et Hadès (2e voix)
- 2010 : Sengoku Basara : Oda Nobunaga
- 2010-2016 : One Piece : Capone, le Maire Woop la claque, Tom, Saint Charlos
- 2011 : Kung Fu Panda : L'Incroyable Légende : le sergent Hu
- 2011 : Soul Eater : Death Scythe, Spirit Albarn, Sid Barret, Jack l'éventreur, Al Capone
- 2012 : ThunderCats : Slythe
- 2012 : Beelzebub : Killer Machine Abe / Saotome Zenjuuro / Sanomiya (épisode 4)
- 2012 : Redakai: Les conquérants du Kairu : Maître Baoddaï
- 2012 : Lanfeust Quest : Kholès
- 2012-2017 : Tortues Ninja : Shredder
- 2013-2014[n 25] : JoJo's Bizarre Adventure : Joseph Joestar âgé et Tarkus
- 2014-2015 : Space Dandy : amiral Perry
- 2014 : Seven Deadly Sins : le démon dans l'armure blindée de Gowther, le roi des démons et Galand
- 2015-2019 : One-Punch Man : Pri-Pri Prisonnier, Blackhole Marcel, la Grande Scolopendre Patriache, Cyborgorilla et voix additionnelles
- 2015 : Tokyo Ghoul : Yamori / Jason
- 2015 : Seraph of the End : Kureto Hiragi, René Simm et voix additionnelles
- 2016 : Hakuôki: Kyoto Ranbu : Saitô Hajime
- 2016 : Pokémon Générations : Aldo
- 2016 : Yo-kai Watch : Loubarbare et voix additionnelles
- 2016[n 31] : Re:Zero − Re:vivre dans un autre monde à partir de zéro : Conwood Melahau et Setanta
- 2016-2020 : Les Mystérieuses Cités d'or : Gaspard
- 2016-2022 : Lastman : Jean-Luc, l'inspecteur, le médecin, Aruméri, Golem et voix additionnelles
- depuis 2016 : My Hero Academia : Endeavor, Gran Torino et Vlad King
- 2017[n 25] : Thus Spoke Kishibe Rohan : voix additionnelles (OAV)
- 2017[n 25] : Made in Abyss : Habo
- 2017-2018 : Chasseurs de trolls : Dictatious
- 2017-2018 : La Ligue des justiciers : Action : Kanto et Despotellis
- 2017-2021 : Black Clover : Yami Sukehiro
- 2018 : Overlord : Zero (saison 2)
- 2018-2019 : Trolls : En avant la musique ! : Hank Montana
- 2018-2020 : Baki : Yujiro Hanma, Orochi Doppo et voix additionnelles
- depuis 2018 : Oscar et Malika, toujours en retard : voix additionnelles
- 2019 : La Ligue des justiciers : Nouvelle Génération : Viktor Markov[n 32], Ours[n 33] (2e voix), Lobo (2e voix), Steel, R'ess E'dda (deux répliques dans l’épisode Accueil Hostile), Phantom Stranger[n 34] et le Hautpère[n 35]
- 2019 : Carole and Tuesday : Dahlia
- 2019 : Les Œufs verts au jambon : McWinkle
- 2019[n 36] : Vinland Saga : Ragnar
- 2019-2021 : L'Attaque des Titans : Rode Reiss, Eren Kruger/la Chouette (saison 3) et Koslow (saison 4)
- 2020 : Crisis Jung : Petit Jésus, le psy et Maturité
- 2020 : Star Wars: The Clone Wars : Wrecker
- 2020 : Mages et Sorciers : Les Contes d'Arcadia : Dictatious
- 2020 : Great Pretender : Eddie Cassano
- 2020 : Blood of Zeus : Kofi et Héphaïstos
- 2020 : Jujutsu Kaisen : Masamichi Yaga
- 2020 : Le Monde Merveilleux de Mickey : le Grand Méchant Loup (épisode 6)
- 2020 : Fire Force : Flail et Haran
- 2020-2021 : Transformers : La trilogie de la Guerre pour Cybertron : Impactor, Scorponok et Rhinox
- 2021 : Dota: Dragon's Blood : le capitaine Frühling et voix additionnelles
- 2021 : Valkyrie Apocalypse : Lü Bu et voix additionnelles
- 2021 : Les Maîtres de l'univers : Révélation : le narrateur, Triclops
- 2021 : What If...? : Taserface[n 37] (saison 1, épisode 2)
- 2021 : Star Wars: Visions : le sith (saison 1, épisode 6) et Yasaburo (saison 1, épisode 8)
- 2021 : Baki Hanma : Yujiro Hanma, le secrétaire adjoint James et voix additionnelles
- 2021-2024 : Star Wars: The Bad Batch : Wrecker
- depuis 2021 : La Voie du tablier : le boucher, le père de Miku et voix additionnelles
- 2022 : Tokyo 24th Ward : Gōri
- 2022 : She Professed Herself Pupil of the Wise Man : Asval
- 2022 : Thermae Romae Novae : Hadrian
- 2022 : Cyberpunk: Edgerunners : Maine
- 2022 : Bastard!! : Efreet et Kevytabu
- 2022-2023 : The Eminence in Shadow : Glenn
- depuis 2022 : Hamster et Gretel : Pr Exclamation
- depuis 2022 : Bleach: Thousand-Year Blood War : Shunsui Kyōraku, Sōsuke Aizen, Isshin Kurosaki et Kenpachi Zaraki
- 2023 : Agent Elvis : le père Wolf
- 2023 : Moon Girl et Devil le Dinosaure : Backstory Man
- 2023 : Ranelot et Bufolet (en) : Bufolet
- 2023 : Captain Fall (en) : Mike
- 2023 : Oshi no ko : le directeur
- depuis 2023 : Futurama : le père Noël robot, le professeur Ogden Wersnstrom, Lrrr, Skelbot et voix additionnelles
- depuis 2023 : My Adventures with Superman : Jor-El
- 2024 : Arcane : Rictus (saison 2)
- 2025 : Eyes of Wakanda : le lion[n 38] (mini-série)

### Internet

#### Fictions audio
- 2017 : L'Épopée temporelle : le garde no 1 et le pirate La Buse[n 8] (série audio d'animation)
- 2020 : Brooklyn 62nd : le lieutenant Kotchenko (Bande dessinée audio)
- 2021 : Lanfeust de Troy : Hébus (Bande dessinée audio)
- 2023 : The Sounds of Nightmares (Le Bruit des Cauchemars - Little Nightmares) : Dr. Otto
- 2023 : Sherlock Holmes Society : Mr. Hyde

#### Web-séries
- 2020 : Joueur du Grenier - 11 ans de JDG : Thanus (voix)[13]
- 2025 : LinksTheSun, Les Misérables - Le Pire Éditeur au Monde : Victor Hugo

### Jeux vidéo
- 2010 : Megamind, le face-à-face ultime : Fumisto Funk
- 2011 : Star Wars: The Old Republic : Jace Malcolm, Ardun Kothe
- 2011 : Batman: Arkham City : Solomon Grundy, Agent Tom Miller et un voyou
- 2011 : The Elder Scrolls V: Skyrim : Delvin Mallory, Skjor, Commandant Maro, voix additionnelles
- 2011 : Uncharted: Golden Abyss : Roberto Guerro
- 2011 : Warhammer 40,000: Dawn of War II - Retribution : Azariah Kyras
- 2012 : The Elder Scrolls V : Skyrim - Dawnguard : Archivicaire Vyrthur
- 2012 : Transformers: Prime - The Game : Bulkhead
- 2012 : Diablo III : Asmodan
- 2012 : Borderlands 2 : Sir Hammerlock
- 2012 : Resident Evil: Revelations : Jack Norman
- 2012 : World of Warcraft: Mists of Pandaria : Ra Den, Protecteur Yi
- 2012 : Les Cinq Légendes : Nord
- 2013 : God of War: Ascension : Kratos
- 2013 : Injustice : Les Dieux sont parmi nous : Lex Luthor, Solomon Grundy et Lobo
- 2013 : StarCraft 2: Heart of the Swarm : Abathur
- 2013 : Les Chevaliers de Baphomet : La Malédiction du serpent : Medovsky
- 2013 : Batman: Arkham Origins : le juge Harkness, le lieutenant de Gotham, l'utilisateur de Venin, un sbire du Pingouin et un vagabond
- 2013 : Puppeteer : Gorret / Taureau
- 2013 : Company of Heroes 2 : Le commandant soviétique
- 2013 : Final Fantasy XIV: A Realm Reborn : Raubahn Aldynn
- 2014 : Destiny : Xûr
- 2014 : Heroes of the Storm : Diablo, Asmodan et Abathur
- 2014 : The Amazing Spider-Man 2 : Kraven le Chasseur
- 2014 : Alien: Isolation : Jake Sinclair et des membres de la station Sébastopol
- 2014 : Borderlands: The Pre-Sequel : Sir Hammerlock
- 2015 : League of Legends : Tahm Kench, le roi des rivières et Trundle, Roi des trolls
- 2015 : The Witcher 3: Wild Hunt : Sigismund Dijkstra
- 2015 : Blade and Soul : Dochun
- 2015 : Tom Clancy's Rainbow Six Siege : Tachanka
- 2015 : Disney Infinity 3.0 : Hank le poulpe
- 2015 : Lego Dimensions : Bosco Albert « Barracuda » Baracus
- 2015 : Batman: Arkham Knight : voix additionnelles
- 2016 : Overwatch : Chopper
- 2016 : Battlefield 1 : voix off côté italien en mode « Opérations »
- 2016 : Dead Rising 4 : Frank West
- 2016 : Ratchet and Clank : Felton Razz
- 2016 : Watch Dogs 2 : des membres du gang Sons of Ragnarök
- 2016 : Yo-kai Watch : Loubarbare, Sabri et voix additionnelles
- 2017 : Destiny 2 : Xûr
- 2017 : Injustice 2 : Atrocitus
- 2017 : Yo-kai Watch 2 : Loubarbare, Sabri et voix additionnelles
- 2017 : South Park : L'Annale du Destin : Craig / Super Craig
- 2017 : Assassin's Creed Origins : Taharqa « le Scarabée »
- 2017 : Lego Marvel Super Heroes 2 : voix additionnelles
- 2018 : God of War : Kratos
- 2018 : World of Warcraft: Battle for Azeroth : Gorak Tul, Ulfar, Ra Den
- 2018 : WarioWare Gold : Wario, Dribble et Joe
- 2018 : Assassin's Creed Odyssey : Nikolaos « le Loup de Sparte »
- 2018 : Lego DC Super-Villains : le Roi Solovar et Lobo
- 2018 : Spyro Reignited Trilogy : Bentley et Stoney
- 2019 : Metro Exodus : Stépan
- 2019 : Sekiro: Shadows Die Twice : Jinzaemon Kumano
- 2019 : Onirism : le professeur
- 2019 : Mortal Kombat 11 : Bi-Han / Noob Saibot
- 2019 : Borderlands 3 : Sir Hammerlock
- 2019 : Age of Empires II: Definitive Edition : Henri le Lion, voix additionnelles
- 2019 : Star Wars Jedi: Fallen Order : frère de la Nuit Zabrak
- 2019 : Crash Team Racing: Nitro-Fueled : Komodo Moe, Koala Kong
- 2019 : Darksiders Genesis : un membre du Conseil Ardent et voix additionnelles
- 2020 : Final Fantasy VII Remake : Barret Wallace
- 2020 : Apex Legends : Revenant
- 2020 : Transformers: Battlegrounds : Shockwave, voix additionnelles
- 2020 : Legends of Runeterra : Tahm Kench, Trundle
- 2020 : Assassin's Creed Valhalla : Kjotve le cruel
- 2020 : Call of Duty: Black Ops Cold War : Russell Adler
- 2021 : Outriders : Alastair Cullen, Gregor Ram et voix additionnelles
- 2021 : WarioWare: Get it Together! : Wario et Dribble
- 2021 : Les Gardiens de la Galaxie : voix additionnelles
- 2021 : Tom Clancy's Rainbow Six: Extraction : Tachanka
- 2021 : New World : divers personnages
- 2022 : Lego Star Wars : La Saga Skywalker : Grummgar
- 2022 : God of War: Ragnarök : Kratos
- 2022 : Overwatch 2 : Chopper
- 2022 : Gotham Knights : voix additionnelles
- 2022 : World of Warcraft: Dragonflight : Gardien Tyr, Etincelle de Titan
- 2022 : Marvel's Midnight Suns : Bruce Banner
- 2022 : As Dusk Falls : Dante Romero (le shérif)
- 2023 : Resident Evil 4 : Bitores Méndez
- 2023 : Star Wars Jedi: Survivor : voix additionnelles
- 2023 : Redfall : ?
- 2023 : The Legend of Zelda: Tears of the Kingdom : Ganondorf
- 2023 : Diablo IV : Tête prétentieuse (Arbre des Murmures)
- 2023 : Starfield : Delgado (Flotte écarlate)
- 2023 : WarioWare: Move It! : Wario, Dribble et Joe
- 2023 : Call of Duty: Modern Warfare III : ?
- 2023 : Tintin Reporter : Les Cigares du pharaon : Roberto Rastapopoulos et voix additionnelles
- 2023 : Goldorak : Le Festin des Loups : le Grand Stratéguerre
- 2023 : God of War Ragnarök : Valhalla : Kratos
- 2023 : Mortal Kombat 1 : Bi-Han / Noob Saibot
- 2024 : Suicide Squad: Kill the Justice League : ?
- 2024 : Helldivers 2 : le général Brasch
- 2024 : The Elder Scrolls Online : Gold Road : le commandant Mérian
- 2024 : Rise of the Rōnin : Tatsugoro Shinmon
- 2024 : Final Fantasy VII Rebirth : Barret Wallace
- 2024 : Star Wars Outlaws : des Pykes, Urda Tarr et voix additionnelles
- 2024 : Call of Duty: Black Ops 6 : Russell Adler
- 2024 : Warhammer 40,000: Space Marine 2 : Decimus
- 2025 : Assassin's Creed Shadows : Wada Kurotake / « Le blessé »
- 2025 : L'Amerzone : Le Testament de l'explorateur : Edouard Mulot et le pêcheur
- 2025 : Doom: The Dark Ages : le roi Novik

### Direction artistique
Frédéric Souterelle est également directeur artistique, :
Note : Les dates en italique correspondent aux sorties initiales des films dont Frédéric Souterelle a assuré le redoublage ou le doublage tardif.
| - 2003 : BachelorMan - 2006 : Ghost Game - 2009 : Yatterman - 2010 : House Trap - 2011 : Vampire University - 2011 : Run or Die - 2011 : The Last Days - 2013 : Sanitarium - 2013 : Pawn - 2013 : Ni repris ni échangé - 2015 : La Peau de Bax | - 2003 : Pokémon : Jirachi, le génie des vœux - 2006 : Bleach: Memories of Nobody - 2007 : Bleach: The Diamond Dust Rebellion - 2008 : Bleach: Fade to Black - 2010 : Bleach: Hell Verse - 2014 : L'Île de Giovanni | - 2013 : L'Ordre des gardiens - 2014 : Le Ranch du bonheur |

| - 1997-1998 : Berserk - 2001 : Angelic Layer - 2002-2003 : Les Douze Royaumes - 2002-2003 : Barom one - 2003 : L'Odyssée de Kino - 2005 : He Is My Master - 2003-2005 : Bobobo-bo Bo-bobo - 2004-2005 : Beck: Mongolian Chop Squad - 2004 : Le Portrait de Petite Cosette (OAV) - 2004-2012 : Bleach - 2005-2006 : Chocola et Vanilla - 2007 : Moonlight Mile (en) - 2007 : Devil May Cry - 2008 : Nabari - 2008-2009 : Soul Eater - 2010-2011 : Bakuman. - 2017-2018 : Snack World (en) - depuis 2022 : Bleach: Thousand-Year Blood War | - 2021 : Cousteau : De l'homme à la légende (Disney+) - 2021 : Planète durable : Héros des océans (National Geographic) - 2021 : Sur la piste du cartel (Discovery Channel) - depuis 2021 : American Detective avec Joe Kenda (Discovery Channel) |

## Voix off

### Radio
- 1997-1998 : Monsieur Fred a ses humeurs sur Radio France
- 2003 : Monsieur Fred a ses humeurs de fêtes sur Radio France
- 2007 : Monsieur Fred fait ses contes sur Radio France
- depuis 2013 : spot publicitaire pour la chaîne Canal+ Séries

### Lectures publiques
- 2002 : Voyage en Incongru, écrit et mise en lecture par Minette Ben Rekassa
- 2003 : Jonas d'Elie-Georges Berreby, mise en lecture par Sophie Lorotte
- 2008 : Le Casque d'Hadès ou le Mythe de Persée conçu par Nicolas Moïssakis
- 2009-2010 : Fragments fantastiques, divers auteurs, mise en lecture par Minette Ben Rekassa
- 2012 : Antoine et Cléopâtre de William Shakespeare, mise en lecture par Daniel Mesguich
- 2013 : Les Contes gourmands, divers auteurs, mise en lecture par Sarah Gabrielle
- 2013 : Titus Andronicus de William Shakespeare, mise en lecture par Daniel Mesguich

### Télévision
- MCM (2003 - 2007)

### Livre audio
- Passage du désir de Dominique Sylvain
- Le Dieu venu du Centaure de Philip K. Dick[16]

### Publicités
- 2014-2015 : M&Ms - Miss Brown : voix française du chauffeur de taxi
- 2015 : Canal+ Séries : présentation des programmes de la chaîne (voix off)
- depuis 2016 : J&B : le narrateur (voix off)
- 2021 : Quick - pub Les Schtroumpfs : Le grand schtroumpf
- 2022-2023 : Charal : Les Tartinables : le goûteur final[17]
- 2025 : Donkey Kong Bananza

### Émissions
- 2019-2020 : Le Zap Cstar : voix 2 (Rentrée, Noël + le zap de l'année)